# Bolocera paucicornis
Bolocera paucicornis is een zeeanemonensoort uit de familie Actiniidae.
Bolocera paucicornis is voor het eerst wetenschappelijk beschreven door Dunn in 1983.